# Nucli antic de Villena

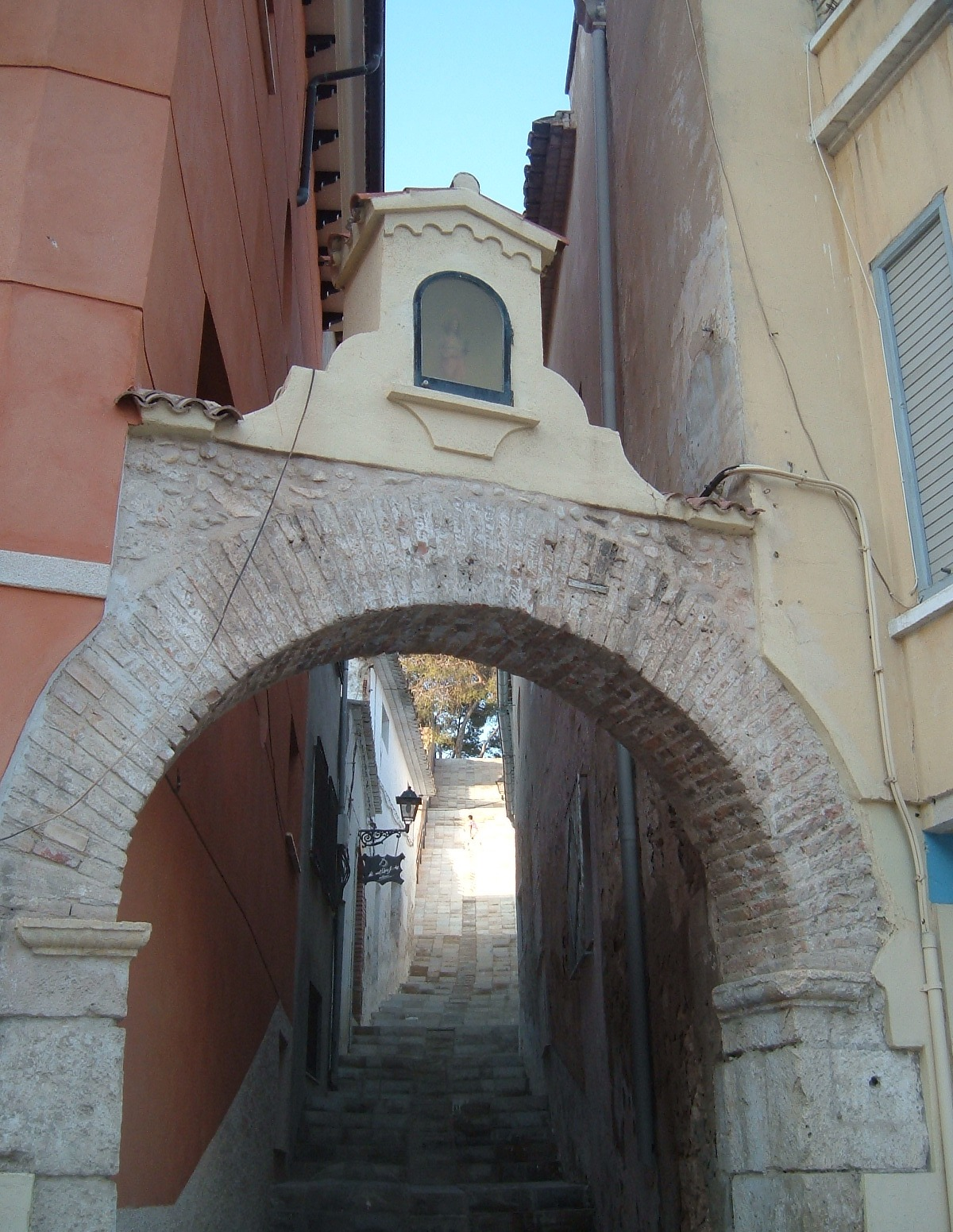
Carreró de Santa Bàrbara, amb les característiques escales del nucli antic villener i un tradicional arc d'entrada en la fornícula de la qual es conserva una efígie de la santa.

El centre històric de Villena es localitza al voltant del castell de la Talaia, en un petit contrafort de la Serra de la Vila. Està conformat per dos nuclis originàriament diferenciats: El Raval, que s'estén a l'oest de l'actual Església de Santa Maria, baix el solar de la qual devia trobar-se la mesquita; i Lo Cercado o La Ciutat, que es va conformar al voltant l'església de Sant Jaume arran de la conquesta cristiana i va ser emmurallat per Joan Manuel de Castella.

## Evolució

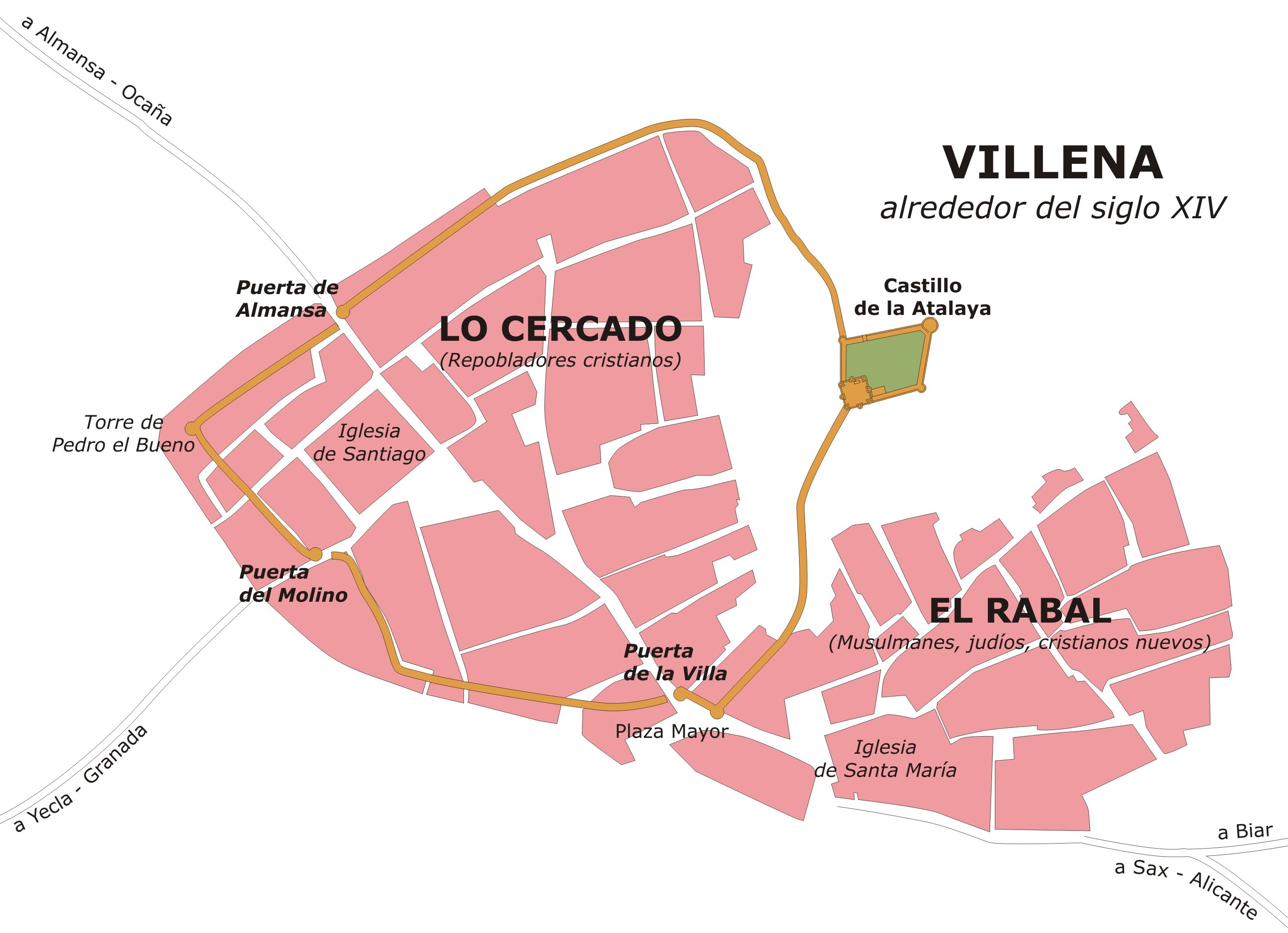
Reconstrucció hipotètica de la planta de Villena al voltant del.

La desapareguda mesquita va haver de ser el centre cívic de la població àrab, que mancaria de muralles, ja que la primera notícia d'aquestes data del segle xiv, quan el nucli cristià es va manar tancar per ordre de Joan Manuel de Castella. Al llarg del segle xvi, les muralles, juntament amb el castell, van ser objecte de successives reparacions.
Del segle xvi al XVII la població experimenta un important creixement econòmic, la qual cosa comporta la reforma i ampliació d'ambdues parròquies. La ciutat es desenvolupa, d'una banda, en les faldes de la Serra de la Vila (carrers escarpats, illes de cases irregulars), mentre que el veritable nucli de la ciutat se situa en una zona més plana que té com a eix principal el carrer Major. L'eix entre els dos espais de població seria la plaça Major, en la qual se celebrarien els mercats, en els voltants dels quals es trobava l'almodí i on se celebraven els concells, al peu d'una torre de l'anomenada Porta de la Vila, que posteriorment seria coneguda com a Torre del Orejón en afegir-se-li un mecanisme de rellotgeria, consistent en una cara amb grans orelles, que apareixia cada hora en punt.

## Patrimoni arquitectònic

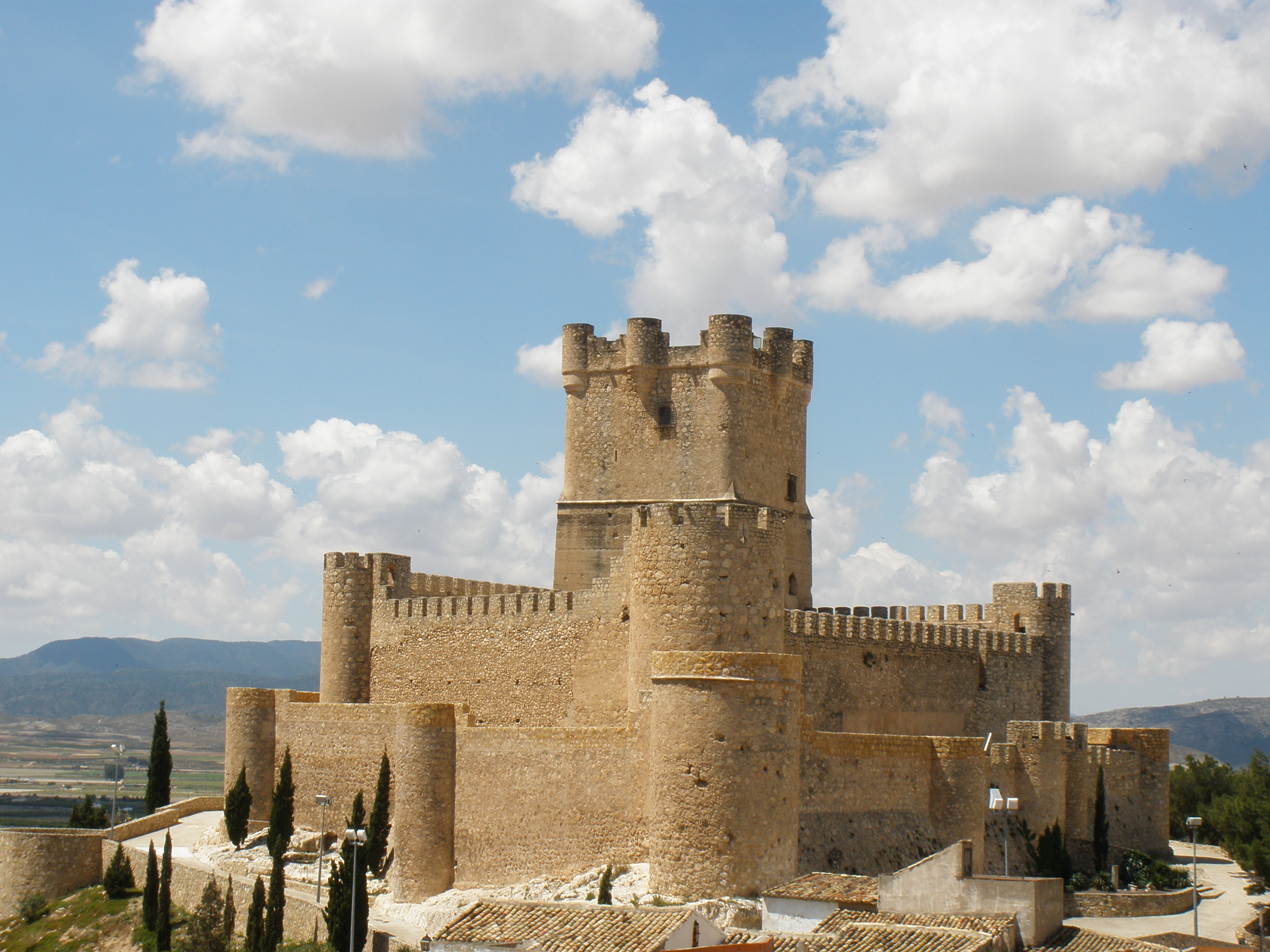
El Castell de la Talaia.

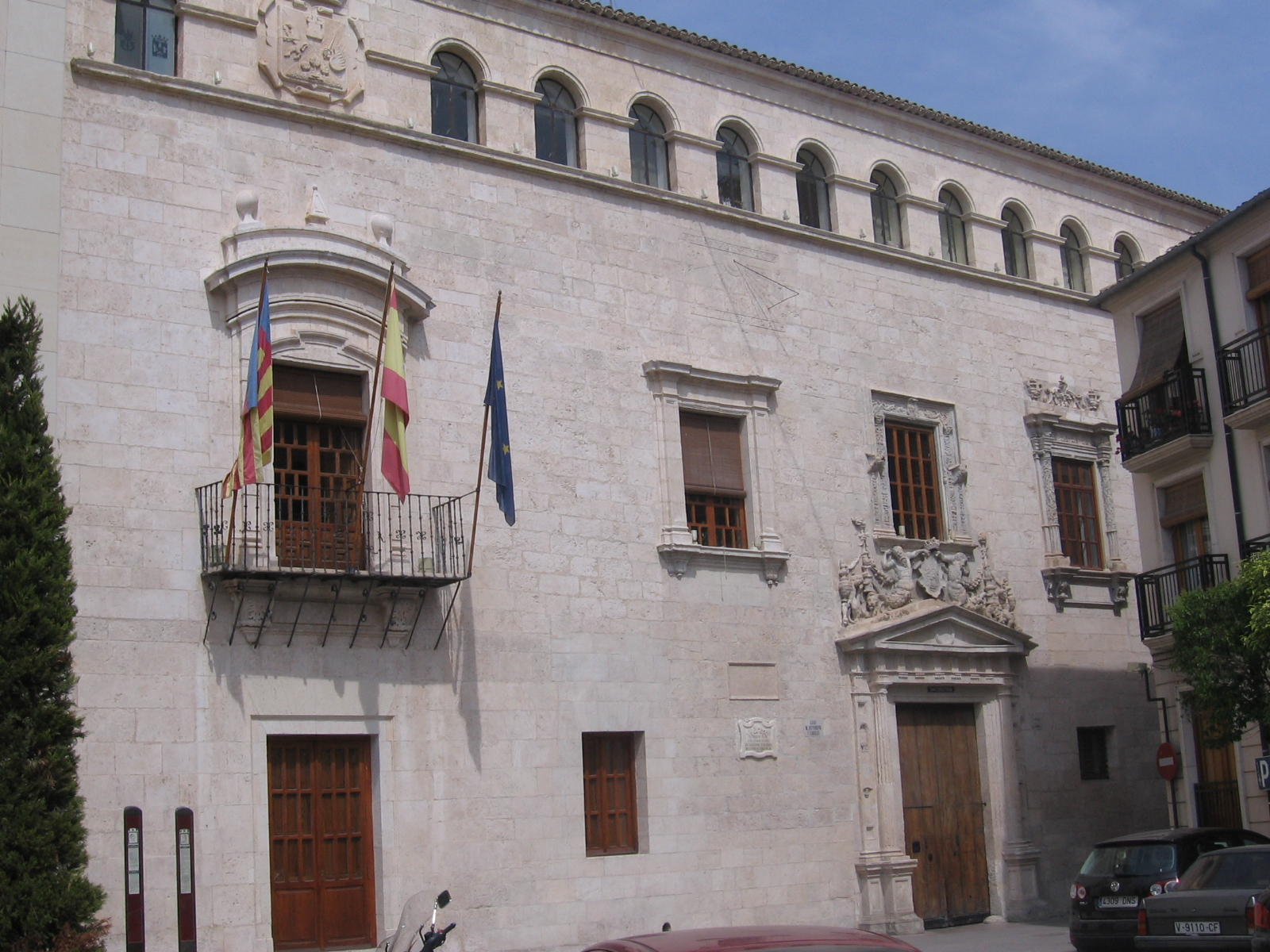
El Palau Municipal.

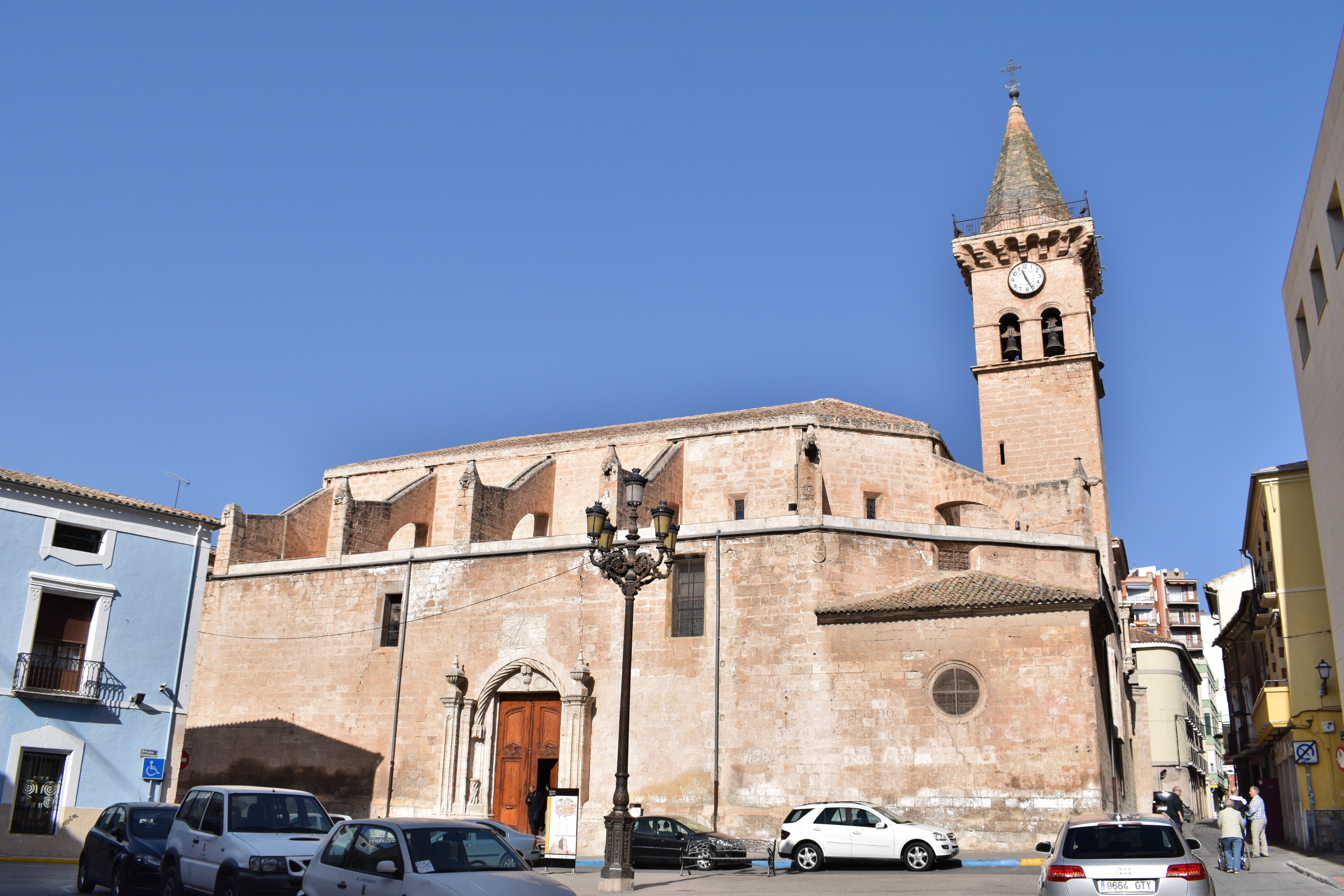
L'Església Arxiprestal de Sant Jaume.

Al centre històric de Villena es concentren la gran majoria dels monuments de la ciutat:
- Castell de la Talaia: va ser edificat pels àrabs cap al segle xii.[4] Consta de dues línies de muralla, destacant en la interna la torre de l'homenatge, de planta quadrada i de dos cossos. Les cobertes de les dues primeres estades estan formades per voltes almohades, d'importància excepcional per ser, al costat de les del veí castell de Biar, les més antigues del seu estil a l'Estat Espanyol.[5] Va ser declarat Monument Històric-Artístic en 1931.[6]

- Plaça de Sant Jaume: constitueix l'espai urbà més representatiu del nucli històric de Villena. De traçat irregular, al voltant d'ella es concentren l'Església de Sant Jaume, d'estil gòtic; el Palau Municipal, renaixentista; la Casa Selva, huitcentista; i la Casa de la Cultura, postmodernista.

- Palau Municipal: es va edificar a principis del segle xvi. Va ser primer casa abadia, després propietat del cabdill eclesiàstic i posteriorment va ser adquirit amb el Consell de la Ciutat per a Cases Consistorials. La seua construcció s'atribueix a Jacopo Torni i no es descarta la participació de Jerónimo Quijano, continuador d'aquell en la catedral de Múrcia. Destaquen la portada i el pati d'arcs de mig punt sobre columnes toscanes. Va ser declarat Monument Històric-Artístic en 1968.[7]

- Església Arxiprestal de Sant Jaume: va començar a edificar-se al segle xiv i es tracta d'un dels conjunts gòtic-renaixentistes més importants del País Valencià.[8] La seua planta de tres naus i les seues columnes torses, es poden considerar típiques del gòtic català, si bé adquireixen aquí una major monumentalitat, a més de ser les més antigues construïdes en un edifici religiós. Al segle xvi s'introdueixen els elements renaixentistes més destacats com són la porta d'accés a la sagristia i l'aula capitular, la pila baptismal i les dues finestres del primer pis de la torre. Va ser declarada Monument Històric-Artístic Nacional en 1931.[9]

- Casa de la família Selva: és un excel·lent exemple de construcció burgesa huitcentista. Està situada a la Plaça de Sant Jaume i es tracta d'una casa-palau de tres plantes més una quarta retranquejada respecte de la façana. La seua composició és totalment simètrica, fins i tot en la situació de l'accés. Té balconades de cuidada serralleria en la planta primera i destaca el cos de rematada amb una lògia renaixentista italiana. Després de la compra de l'edifici per la Junta Central de Festes, per a seu de les seues instal·lacions, alberga les dependències del Museu Fester.

- Església de Santa Maria: es va aixecar sobre una antiga mesquita musulmana al segle xvi. Té una sola nau i les seues voltes de creueria descarreguen en pilars amb semicolumnes adossades amb relleus renaixentistes. La façana està emmarcada per un pòrtic barroc, mentre que la torre s'equipara a la de Sant Jaume.

- Plaça Major: segueix la tradició de les places majors. Originalment va ser un espai obert per a reunions del Consell Municipal, fins que en 1560 aquest decideix edificar en l'angle nord de la plaça l'Almudí. Del segle xix data la font i safareig semicircular.[10] Està incoada com a monument pertanyent al Conjunt Històric-Artístic del Nucli Antic de Villena, encara que en 1977 es van iniciar tràmits de desincoación per declarar-la Monument Històric-Artístic.[11]

- Ermita de Sant Anton: data d'almenys 1586 i està situada a la rodalia de la plaça de Sant Jaume.[12] En 2006 van acabar els treballs de restauració amb els quals s'ha convertit, a més d'en lloc de culte, en sala d'exposicions.[13][14][15]

- Plaça de les Malves: situada a l'oest de la Corredissa, aquesta plaça presenta una solució d'accés mitjançant carrers al costat de les cantonades. Es conserven edificis del xviii, d'estructura barroca, amb un intens cromatisme en els arrebossats de les façanes. L'edificació més important de la plaça és la casa-palau de la Família Mergelina. Malgrat les successives actuacions urbanístiques que ha sofert, la plaça encara conserva un cert sabor barroc.

- Casa de la família Mergelina: aquest edifici, situat a la plaça de les Malves, es va construir com a residència senyorial a finals del XVII o començaments del xviii i en l'actualitat s'utilitza com a asil d'ancians. Es conserva la façana barroca que mostra una composició molt cuidada, alternant rítmicament les obertures i els massissos amb els entaulaments de disposició corba, tal com ocorre amb la finestra del Palau Municipal, obra de Cosme Carrer. L'interior està molt remodelat a causa de les múltiples intervencions que s'han dut a terme per adequar-ho al seu ús actual com a asil d'ancians. Existeix una proposta per declarar-ho Monument Històric.[16]

## Protecció
El nucli antic de Villena va ser declarat Conjunt Històric-Artístic en 1968.